# Kuvtjärnen (Silbodals socken, Värmland, 659723-129399)
Kuvtjärnen är en sjö i Årjängs kommun i Värmland och ingår i Göta älvs huvudavrinningsområde. Sjön har en area på 0,0652 kvadratkilometer och ligger 189,1 meter över havet.

## Delavrinningsområde
Kuvtjärnen ingår i det delavrinningsområde (659578-129232) som SMHI kallar för Mynnar i Västra Silen. Medelhöjden är 174 meter över havet och ytan är 36,52 kvadratkilometer. Räknas de 2 avrinningsområdena uppströms in blir den ackumulerade arean 77,15 kvadratkilometer. Silbodalsälven som avvattnar avrinningsområdet har biflödesordning 4, vilket innebär att vattnet flödar genom totalt 4 vattendrag innan det når havet efter 243 kilometer. Avrinningsområdet består mestadels av skog (60 procent), öppen mark (11 procent) och jordbruk (11 procent). Avrinningsområdet har 0,66 kvadratkilometer vattenytor vilket ger det en sjöprocent på 1,8 procent. Bebyggelsen i området täcker en yta av 3,26 kvadratkilometer eller 9 procent av avrinningsområdet.